# Кеннетская авеню
Кеннетская (или Уэст-Кеннетская) авеню (англ. Kennet Avenue/West Kennet Avenue) — археологический памятник в английском графстве Уилтшир.
Представляет собой дорогу из двух параллельных рядов камней шириной 25 метров и длиной 2,5 км. Пролегал между неолитическими памятниками — Эйвбери и Уилтширским святилищем. Аналогичная дорога, известная как Бекхэмптонская авеню (Beckhampton Avenue), ведёт на запад от Эйвбери к Бекхэмптонскому длинному кургану.
В ходе раскопок, которые в 1930-х провели Стюарт Пигготт и Александр Кейлер (англ.), установлено, что дорога изначально состояла из 100 пар вертикальных камней (менгиров), и что она датируется около 2200 г. до н. э., судя по находкам захоронений с колоколовидными кубками под некоторыми из камней. Многие из менгиров впоследствии были повалены или вовсе отсутствуют.
Кейлер и Пиггот восстановили некоторые из поваленных камней, как сделала и Мод Каннингтон, ранее проводившая раскопки в тех же местах. Позднее часть камней повредили вандалы, обрызгав их красной краской.